# Daniela Cardoso (atleta)
Daniela Cardoso (nascida em 15 de dezembro de 1991) é uma atleta portuguesa. Ela competiu no evento feminino de marcha de 20 quilómetros nos Jogos Olímpicos de 2016.